# Архиепархия Лас-Вегаса

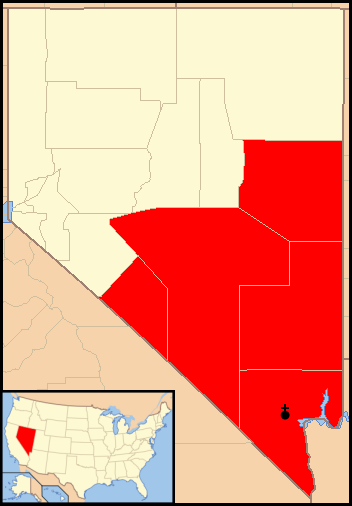
Расположение епархии Лас-Вегаса

Архиепархия Лас-Вегаса (лат. Archidiœcesis Campensis) — архиепархия Римско-Католической церкви в городе Лас-Вегас, штат Невада, США. В митрополию Лас-Вегаса входят епархии Рино и Солт-Лейк-Сити. Кафедральным собором архиепархии Лас-Вегаса является Собор Ангела-Хранителя.

## История
21 марта 1995 года Римский папа Иоанн Павел II издал буллу Cum ob amplum, которой учредил епархию Лас-Вегаса после разделения епархии Рино-Лас-Вегаса на епархию Рино и епархию Лас-Вегаса.
30 мая 2023 года Римский папа Франциск возвёл епархию Лас-Вегаса в ранг архиепархии.

## Ординарии епархии
- епископ Дэниел Фрэнсис Уолш[англ.] (21.03.1995 — 11.04.2000) — назначен епископом Санта-Розы
- епископ Джозеф Энтони Пепе[англ.] (06.04.2001 — 28.02.2018)
- архиепископ Джордж Лео Томас[англ.] (с 02.02.2018)

## Источник
- Annuario Pontificio, Libreria Editrice Vaticana, Città del Vaticano, 2003, ISBN 88-209-7422-3
- Булла Cum ob amplum  (лат.)